# Trevor Kronemann
Trevor Kronemann (Edina, 3 settembre 1968) è un ex tennista statunitense.

## Carriera
In carriera ha vinto 6 titoli di doppio. Nei tornei del Grande Slam ha ottenuto il suo miglior risultato raggiungendo agli US Open i quarti di finale di doppio misto nel 1992, in coppia con la connazionale Ginger Helgeson-Nielsen, e di doppio nel 1996, in coppia con l'australiano David Macpherson.

## Statistiche

### Doppio

#### Vittorie (6)
| Numero | Anno             | Torneo                                         | Superficie  | Compagno         | Avversari in finale              | Punteggio     |
| 1.     | 19 aprile 1992   | Tampa Open, Tampa                              | Terra rossa | Mike Briggs      | Luiz Mattar Andrej Ol'chovskij   | 7-6, 6-7, 6-4 |
| 2.     | 19 aprile 1993   | U.S. Men's Clay Court Championships, Charlotte | Terra rossa | Rikard Bergh     | Javier Frana Leonardo Lavalle    | 6-1, 6-2      |
| 3.     | 11 marzo 1995    | Tennis Channel Open, Scottsdale                | Cemento     | David Macpherson | Luis Lobo Javier Sánchez         | 4-6, 6-3, 6-4 |
| 4.     | 17 aprile 1995   | Torneo Godó, Barcellona                        | Terra rossa | David Macpherson | Andrea Gaudenzi Goran Ivanišević | 6-2, 6-4      |
| 5.     | 8 maggio 1995    | BMW Open, Monaco di Baviera                    | Terra rossa | David Macpherson | Luis Lobo Javier Sánchez         | 6-3, 6–4      |
| 6.     | 19 febbraio 1996 | Sybase Open, San Jose                          | Cemento     | David Macpherson | Richey Reneberg Jonathan Stark   | 6-4, 3-6, 6-3 |

### Doppio

#### Finali perse (5)
| Numero | Anno            | Torneo                       | Superficie  | Compagno         | Avversari in finale              | Punteggio     |
| 1.     | 20 giugno 1994  | Manchester Open, Manchester  | Erba        | Scott Davis      | Rick Leach Danie Visser          | 4-6, 6-4, 6-7 |
| 2.     | 15 gennaio 1995 | Sydney International, Sydney | Cemento     | David Macpherson | Todd Woodbridge Mark Woodforde   | 6-7, 4-6      |
| 3.     | 15 luglio 1996  | Swiss Open Gstaad, Gstaad    | Terra rossa | David Macpherson | Jiří Novák Pavel Vízner          | 6-4, 6-7, 6-7 |
| 4.     | 22 giugno 1997  | Ordina Open, Rosmalen        | Erba        | David Macpherson | Jacco Eltingh Paul Haarhuis      | 4-6, 5-7      |
| 5.     | 14 luglio 1997  | Swiss Open Gstaad, Gstaad    | Terra rossa | David Macpherson | Evgenij Kafel'nikov Daniel Vacek | 6-4, 6-7, 3-6 |